# Giyani
Giyani – miasto w Republice Południowej Afryki, położone w Prowincji Limpopo, w dystrykcie Mopani, w gminie Greater Giyani której jest siedzibą administracyjną.
Giyani położone jest nad rzeką Klein Letaba, będącą dopływem Letaby.
W okresie apartheidu miasto było stolicą bantustanu Gazankul.